# Alexandru Cotruță
Alexandru Matei Cotruță (n. 1828, gubernia Basarabia, Imperiul Rus – d. 1905, Chișinău, Imperiul Rus) a fost un politician din Basarabia.

## Biografie
Alexandru Matei Cotruță a studiat la Liceul regional din Chișinău și la Liceul Richelieu din Odesa, secția juridică. La 1 octombrie 1852 intră ca funcționar la Tribunalul județean din Odesa. A mai ocupat funcțiile de secretar al Nobilimii Provinciale Basarabene (1853-1869) și președinte al Upravei provinciale a Zemstvei (1875-1889). Ginerele său a fost Iulian Levinski (1859-1923), primar la Chișinău.

## Frații lui Matei Cotruță
Referindu-se la copiii lui Matei Cotruță, Dinu Poștarencu concretizează că fiul mai mare, Carp (1821-1893) a învățat la Liceul Regional din Chișinău, apoi a urmat cursul Facultății de Drept a Liceului "Richelieu" din Odesa. După încheierea studiilor la Odesa, Carp este angajat la Judecătoria Penală Regională a Basarabiei. Peste doi ani este ales de nobilimea basarabeană în calitate de asesor la Tribunalul Chișinău-Orhei, unde mai apoi i se încredințează postul de judecător, activitate căreia i-a consacrat aproape jumătate de secol.
Grigore Cotruță (1825-1901) a învățat la acelaș liceu ca și Carp, dar pe care nu l-a absolvit. La 5 aprilie 1844 este inclus în listele Administrației Financiare a Basarabiei în calitate de funcționar de cancelarie, apoi a fost numit tutore al magaziilor rurale de cereale din județul Orhei. Grigore a avut moșii la Mincenii de Jos și Hristici, Soroca. Din cele două căsătorii a avut cinci copii, ultimii patru fiind născuți la Mincenii de Jos.
Alexandru (1827-1905) a absolvit aceleași instituții ca și fratele Carp. În octombrie 1852 este angajat la Judecătoria Județeană din Odesa, dar peste un an și jumătate este ales de nobilimea basarabeană în calitate de secretar al Adunării Deputaților Nobilimii din Basarabia, funcție pe care o deține 15 ani, în paralel exer-citând și alte funcții publice. Meritele lui Alexandru Cotruță în calitate de secretar al Comisiei pentru ameliorarea vieții țăranilor șerbi din Basarabia au fost apreciate cu o medalie de argint.

## Alexandru Cotruță – cea mai proeminentă figură a Basarabiei
- La 13 octombrie 1869 în Basarabia este formată o instituție nouă de autoadministrare locală – zemstva. La prima adunare a Zemstvei regionale Alexandru Cotruță a fost desemnat membru al Comitetului Executiv. În ianuarie 1874 Alexandru Cotruță este ales președinte al Comitetului Executiv al Zemstvei Județene Orhei, iar în decembrie 1875 – președinte al Comitetului Executiv al Zemstvei Guberniale a Basarabiei. Ulterior Adunarea Zemstvei Guberniale îl alege pe A.Cotruță în această funcție încă de patru ori (până în 1887).

Precum concretizează Dinu Poștarencu, grație eforturilor Zemstvei, în această perioadă în Basarabia au fost deschise mai multe instituții de învățământ primar și profesional. De exemplu, la Cucuruzeni (Orhei), Grinăuți (Soroca), Purcari (Akkerman), în 1878 au fost deschise școli inferioare de agricultură, iar peste doi ani - clase de meserii la Saharna, Cinișeuți ș.a. localități. Sub conducerea lui A.Cotruță începe construcția spitalului pentru alienați din Costiujeni, adunarea Zemstvei instituie o serie de burse pentru absolvenții școlilor secundare, ca aceștea să-și poată continua studiile în instituțiile de învățământ superior.
Ioan Pelivan, un militant de vază al mișcării de eliberare națională din Basarabia, politician și publicist, referindu-se și la diverse documente secrete ale vremii, îl considera pe Alexandru Cotruță drept partizan al unirii Basarabiei cu Moldova de peste Prut, parte a Principatelor Române Unite. În acest context jurnalistul Vladimir Afanasiev notează în articolul “Dincolo de clipa memoriei”: “În jurnalul lui Nicolae C.Ciacârz-Cuș, fost senator, avocat din Stodolna (în prezent raionul Rezina), unde este vorba de luptătorii de pe teren obștesc în Basarabia sec. XIX, am găsit niște mărturisiri. “Când eram liceean la Odessa, povestește dumnealui, m-am prezentat odată acasă la profesorul meu de istorie și geografie A.V. Vârlan, director al liceului comercial, fiu de cântăreț de biserică din s. Săliște, județul Orhei. La Vârlan l-am găsit pe A.M.Cotruță, care era un vechi prieten al familiei mele. După ce mi-a făcut un examen de istorie și vechea mitologie și geanologie a împăraților romani, examen pe care l-am susținut cu succes, Cotruță mă întrebă:
- Dar știi dumneata asemenea detalii și despre trecutul Basarabiei noastre?
În acea seară, spune N.C. Ciacârz-Cuș, în spațiosul cabinet al lui A.V.Vârlan a avut loc o adunare a basarabenilor (…) și bătrânul A. Cotruță pe toți îi uimea prin conversațiile lui interesante, prin vioiciunea lui spirituală și claritatea ideilor sale. Cuconul Cotruță suferea mult din cauză că liceenii și studenții basarabeni cunoșteau bine istoria Greciei, Romei, Egiptului, Iudeei, Rusi-ei (…) iar despre gloria vechii Moldove – absolut nimic. Căci în manualele școlare de pe vremea ceea despre acest trecut înadins nu se vorbea nimic”.
"Alexandru Matei Cotruță a fost cea mai proeminentă figură pe care a ridicat-o cândva Basarabia. Epoca întroducerii în Basarabia a reformelor din anii 1860 (…) e strâns legată de numele lui Cotruță.
Asigurarea vitelor de ciumă, spitalul de alienați, drumurile șoseluite, instrucția publică, școlile agricole (…) toate au luat naștere din inițiativa lui A.M.Cotruță.
Zemstva Basarabiei a avut “veacul de aur”(…). Aceasta a fost vremea, când în fruntea Zemstvei stătea A.M Cotruță", scria Ioan Pelivan în lucrarea "Alexandru Matei Cotruță", publicată în "Viața Basarabiei", București, 1940.
După retragerea din postul de președinte al Zemstvei, A.Cotruță continuă să activeze pe tărâm obștesc, dar se ocupă mai mult de gestionarea moșiei sale de la Minceni. Dânsul trece în lumea celor drepți la 7 iulie 1905, fiind înmormântat alături de frați și soția Maria în curtea bisericii din Mincenii de Jos.